# Хинчице
Хинчице (на чешки: Hynčice) е малко село в Североизточна Чехия, Краловохрадецки край.
Разположено е край гр. Наход (Náchod), близо до границата с Полша. Населението му е около 182 души (по приблизителна оценка от януари 2018 г.).